# Love Supply
Love Supply – debiutancki album niemieckiej piosenkarki Oceany, wydany w maju 2009 roku przez wytwórnię Warner Music Group. 
Album zawiera 12 premierowych utworów, w tym single „Pussycat on a Leash”, „La La”, czy też przebój „Cry Cry” z którym wokalistka zdobyła Słowika Publiczności na Festiwalu w Sopocie w 2009 roku.
Całość materiału została nagrana w studiach muzycznych w Nowym Jorku oraz Hamburgu.
Nagrania w Polsce uzyskały status złotej płyty.

## Lista utworów
Opracowano na podstawie materiału źródłowego.
1. „Pussycat on a Leash” – 3:39
2. „Cry Cry” – 3:15
3. „Love Supply” – 3:34
4. „Fucked Up Situation” – 4:15
5. „He Says” – 3:37
6. „Bad Boy” (Feat. Boundzound) – 3:27
7. „All Genetic” (Feat. Kami Jones) – 3:15
8. „La La” – 3:17
9. „Until I See Your Face” – 3:32
10. „Upside Down” – 3:05
11. „Baby Hold On” – 3:32
12. „You Need a Hug” – 3:54